# 条纹拟鲿
条纹拟鲿（学名：Pseudobagrus taeniatus）为鲿科拟鲿属的鱼类，是中国的特有物种。分布于闽江至长江水系等，體長可達23.6公分。该物种的模式产地在上海。